# Franck Moulin
Franck Moulin, né le 28 mai 1973 à Aubenas (Ardèche), est un footballeur français. Il joue au poste de défenseur central dans les années 1990.

## Biographie

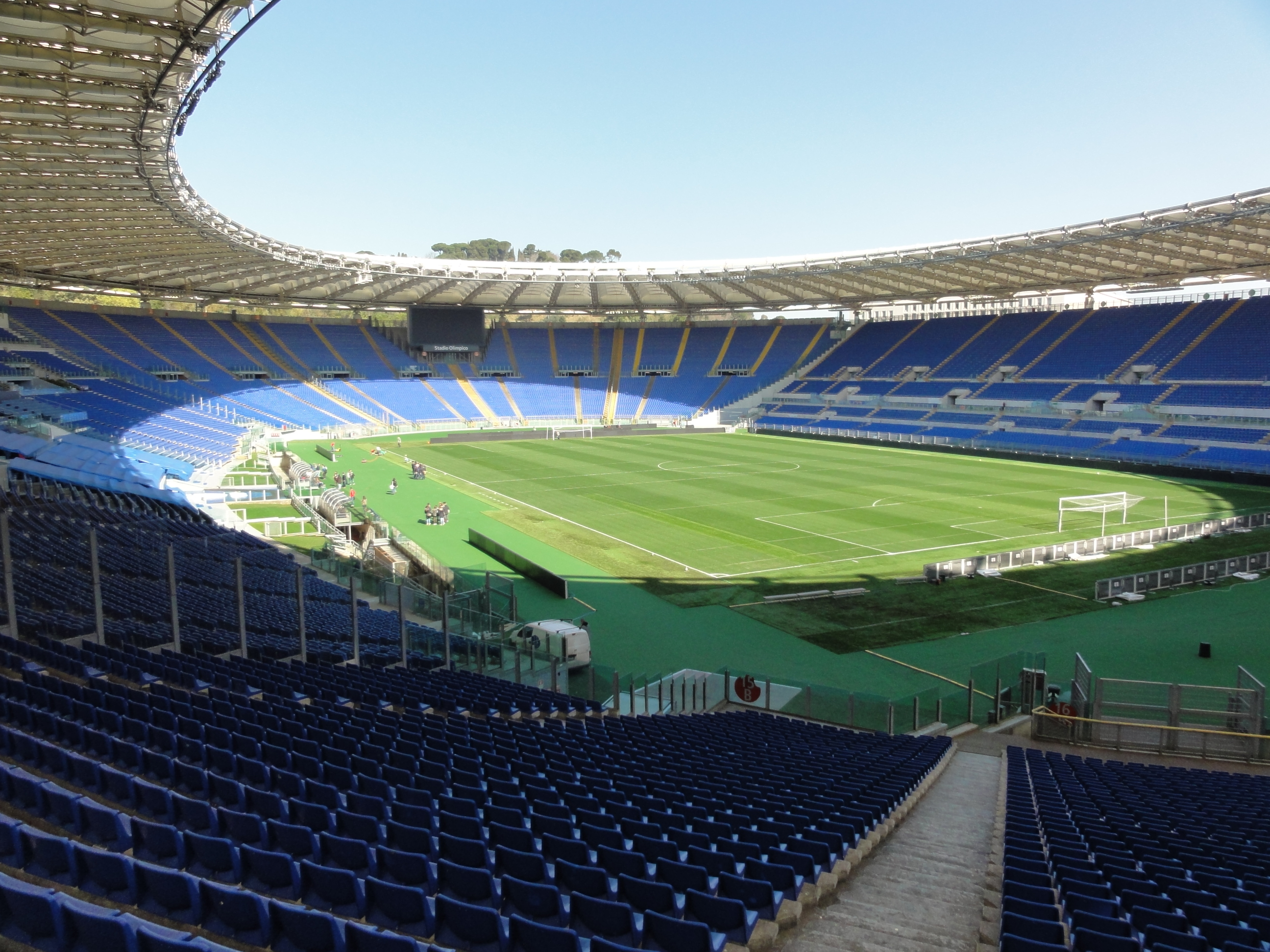
Au Stadio Olimpico, Franck Moulin est champion du monde militaire en 1995.

Franck Moulin débute en Division 2 avec l'Olympique d'Alès en Cévennes à 18 ans, en 1991. En avril 1995 il est appelé en équipe de France de deuxième division pour un match amical face à l'Italie. En juin 1995 il est capitaine de l'équipe de France militaire qui atteint la finale du Tournoi de Toulon. En août 1995 il est appelé en équipe de France espoirs par Raymond Domenech pour un stage à Clairefontaine. En septembre 1995 il est champion du monde militaire à Rome, dans une équipe de France entraînée par Roger Lemerre et dont les têtes d'affiche sont Vikash Dhorasoo et Olivier Dacourt. Il porte le brassard quatre fois dont en finale.
Un an plus tard, il rejoint La Berrichonne de Châteauroux avec laquelle il est champion de D2 dès la première année. Lors de la saison 1997-1998, Moulin connaît sa seule expérience en première division qui se solde par une relégation. Après une nouvelle saison en D2 avec la « Berri », il rejoint le Stade lavallois dans la même division. Il y joue deux ans avant de poursuivre en amateur sous les couleurs du FC Bourges jusqu'en 2005 puis du Blois Foot 41. Il prend sa retraite en 2007.
Pour la saison 2021-2022 il embrasse une carrière d'entraîneur au FC Saint-Didier-sous-Aubenas. Après une saison en demi-teinte où il arrache le maintien à la dernière journée, il prend un an sabbatique avant de revenir chez les rouges et noirs le cœur léger, les ambitions pleines pour la saison 2023-2024.

## Palmarès
- Champion du monde militaire en 1995.
- Division 2 (1)
  - Champion en 1997